# Liste der Kulturgüter in Lungern
Die Liste der Kulturgüter in Lungern enthält alle Objekte in der Gemeinde Lungern im Kanton Obwalden, die gemäss der Haager Konvention zum Schutz von Kulturgut bei bewaffneten Konflikten, dem Bundesgesetz vom 20. Juni 2014 über den Schutz der Kulturgüter bei bewaffneten Konflikten sowie der Verordnung vom 29. Oktober 2014 über den Schutz der Kulturgüter bei bewaffneten Konflikten unter Schutz stehen.
Objekte der Kategorie A sind im Gemeindegebiet nicht ausgewiesen, Objekte der Kategorie B sind vollständig in der Liste enthalten, Objekte der Kategorie C fehlen zurzeit (Stand: 1. Januar 2023).

## Kulturgüter
| Foto | | Objekt                                                                              | Kat. | Typ | Standort                                     | Beschreibung                                                              |
| ---- | --- | ----------------------------------------------------------------------------------- | ---- | --- | -------------------------------------------- | ------------------------------------------------------------------------- |
| ja   | Datei hochladen · Wikidata zu Alter Kirchturm, Dorfeingang (spätromanischer Turm der alten Kirche) (Q29786307) | Alter Kirchturm, Dorfeingang (spätromanischer Turm der alten Kirche) KGS-Nr.: 04278 | B    | G   | Brünigstrasse 47.1 655263 / 182450           |                                                                           |
| ja   | Datei hochladen · Wikidata zu Pfarrkirche Herz Jesu mit terrassierter Friedhofsanlage (Q29786311)              | Pfarrkirche Herz Jesu mit terrassierter Friedhofsanlage KGS-Nr.: 04280              | B    | G   | Brünigstrasse 109 655000 / 181489            |                                                                           |
| BW   | Datei hochladen · Wikidata zu Alpkapelle Maria zum Schnee, Breitenfeld (Q122233877)                            | Alpkapelle Maria zum Schnee, Breitenfeld KGS-Nr.: 05349                             | B    | G   | Schönbüelstrasse 4.1 651293 / 182196         |                                                                           |
| ja   | Datei hochladen · Wikidata zu Brünigbahn (Q502304)                                                             | Brünigbahn KGS-Nr.: 05673                                                           | B    | G   | 653676 / 178828                              | Siehe auch Brünigbahn auf dem Gemeindegebiet von Meiringen (KGS-Nr. 5295) |
| BW   | Datei hochladen · Wikidata zu Alpkapelle Maria Hilf, Chrummelbach (Q122234040)                                 | Alpkapelle Maria Hilf, Chrummelbach KGS-Nr.: 10270                                  | B    | G   | Brunnenmadstrasse 32.83 658285 / 181093      |                                                                           |
| BW   | Datei hochladen · Wikidata zu Kapelle St. Beat, Obsee (Q29786309)                                              | Kapelle St. Beat, Obsee KGS-Nr.: 12289                                              | B    | G   | Dörflistrasse 2.3 654575 / 181539            |                                                                           |
| BW   | Datei hochladen · Wikidata zu Bauernhaus mit Dörrhaus,Feld, Obsee (1711) (Q29786305)                           | Bauernhaus mit Dörrhaus, Feld, Obsee KGS-Nr.: 12290                                 | B    | G   | Dörflistrasse 17 654504 / 181400             |                                                                           |
| ja   | Datei hochladen · Wikidata zu Kapelle St. Antonius von Padua und St. Wendelin (Q29786308)                      | Kapelle St. Antonius von Padua und St. Wendelin KGS-Nr.: 12291                      | B    | G   | Bürglen, Bürglenstrasse 45.1 655501 / 184790 |                                                                           |